# (287347) Mézes
(287347) Mézes, désignation internationale (287347) Mezes, est un astéroïde de la ceinture principale.

## Description
(287347) Mezes est un astéroïde de la ceinture principale. Il fut découvert le 9 octobre 2002 à l'Observatoire Palomar par le programme NEAT. Il présente une orbite caractérisée par un demi-grand axe de 2,78 UA, une excentricité de 0,06 et une inclinaison de 7,2° par rapport à l'écliptique.

## Compléments